# 6. vestlige længdekreds
Den 6. vestlige længdekreds (eller 6 grader vestlig længde) er en længdekreds, der ligger 6 grader vest for nulmeridianen. Den løber gennem Ishavet, Atlanterhavet, Europa (lidt øst for Fugloy og Svínoy i Færøerne, videre gennem Skotland, Irland og Spanien), Afrika (Marokko, Algeriet, Mauretanien, Mali og Elfenbenskysten), det Sydlige Ishav (vest for Sankt Helena) og Antarktis (Dronning Maud Land).